# Dug Days
Dug Days é uma série de curtas animados produzidos por computadores da Pixar para o serviço de streaming Disney+. A série se passa imediatamente após o filme 3D CGI Up de 2009, seguindo seus personagens principais, o cachorro Dug, dublado por Bob Peterson e seu dono, Carl Fredricksen de 78 anos, dublado por Ed Asner. Foi criado e dirigido por Bob Peterson e produzido por Peterson e Kim Collins. A série estreou com seus primeiros cinco episódios em 1 de setembro de 2021, no Disney+.

## Sinopse
A minissérie se passa após os eventos heroicos e épicos de Up, apresentando as novas aventuras do filhote de Golden retriever estúpido, mas hilário, chamado Dug, que mora com seu dono, o viúvo e sem filhos Carl Fredricksen, de 78 anos, em sua nova casa no subúrbio.

## Elenco de voz
- Bob Peterson como Dug[3]
- Ed Asner como Carl Fredricksen[3]
- Jordan Nagai (gravações de arquivo não utilizadas) como Russell (episódio "Science")[3]
- Neketia Henry como a Vizinha ("Filhotes")
- Simon Helberg como o Esquilo ("Ciência")
- Jeff Pidgeon como a Borboleta ("Ciência")
- Sarayu Blue como o Pássaro Azul Feminino ("Ciência")
- Heather Eisner como o Caracol ("Ciência")
- Moon Choe como a mãe de Russell (estreia vocal; "Ciência")

## Produção
A série foi anunciada em 10 de dezembro de 2020, durante o Dia do Investidor da Disney. Foi produzido pela Pixar, com Bob Peterson como criador, diretor e produtor. Ele estreou no serviço de streaming Disney+, com cinco episódios, em 1 de setembro de 2021. Ed Asner, o dublador de Carl da série, morreu em 29 de agosto, apenas três dias antes da estréia da série, tornando-a uma performance póstuma.

## Episódios
| N.º | Título      | Diretor      | Escrito por  | Storyboard por    | Lançamento            |
| --- | ----------- | ------------ | ------------ | ----------------- | --------------------- |
| 1 | "Squirrel!" | Bob Peterson | Bob Peterson | Paula Assadourian | 1 de setembro de 2021 |
| Carl constrói uma gaiola em seu quintal para os pássaros. Dug assume a responsabilidade de proteger a casa de pássaros para que os pássaros possam se alimentar das sementes. No entanto, um esquilo que habita uma árvore próxima rouba as sementes, correndo pelos cantos de Dug. Dug recorre a alimentar o pássaro com sementes de um saco. Depois de perseguir o esquilo novamente, Dug acaba no galho da árvore que se quebra com seu peso, fazendo com que todas as sementes fluam para fora do ninho do esquilo. Com pena do esquilo, Dug compartilha a manteiga de amendoim de Carl com ele. Dug informa Carl sobre seus esforços para proteger a casa de pássaros. Embora chocado com os danos, ele elogia Dug por seus esforços. |             |              |              |                   |                       |
| 2 | "Puppies"   | Bob Peterson | Bob Peterson | Tony Rosenast     | 1 de setembro de 2021 |
| Carl cuida de 5 filhotes por dia, contando com a ajuda de Dug para cuidar deles. Os filhotes estão dormindo quando chegam, mas Dug opta por acordá-los para brincar. As coisas começam a dar errado quando os filhotes mastigam as orelhas e o rabo de Dug. Dug lamenta que os filhotes não são como ele pensava que seriam. Eles então descobrem seus brinquedos, destruindo um. Ele é capaz de manter o resto seguro por um breve período, mas no final todos, exceto seu porco (seu favorito), são dilacerados. Ele constrói uma parede com móveis de jardim e outros itens para proteger seu porco dos filhotes. Quando um esquilo invade o alimentador de pássaros e os filhotes se escondem dele, ele os ensina a não ter medo e a latir para ele. Quando o dono dos filhotes chega para levá-los para casa, Dug dá a eles seu porco para levarem com eles. Ao adormecer, ele pergunta a Carl se eles podem pegar alguns filhotes para eles. Carl responde que eles podem falar sobre isso amanhã. |             |              |              |                   |                       |
| 3 | "Smell"     | Bob Peterson | Bob Peterson | Christian Roman   | 1 de setembro de 2021 |
| Dug está vivendo sua melhor vida sentindo os cheiros. Quando o vento muda, trazendo mais cheiros com ele, há um cheiro que ele nunca sentiu antes. Cavando entre as azaléias (para aborrecimento de Carl) e sob a cerca, ele segue pela rua para descobrir que o cheiro pertence a um incêndio! Dug corre de volta para casa para contar a Carl, perdendo a coleira no processo. Ele consegue convencer Carl a ir com ele caminhando, e posteriormente é premiado com uma medalha de Cão Herói. |             |              |              |                   |                       |
| 4 | "Flowers"   | Bob Peterson | Bob Peterson | Alexander Pimwong | 1 de setembro de 2021 |
| 5 | "Science"   | Bob Peterson | Bob Peterson | Melody Cisinski   | 1 de setembro de 2021 |